# Anna og Lotte
Anna og Lotte er et dukkepar, som Danmarks Radio benyttede i sine børneudsendelser i perioden 1979 frem til 2006. Anna og Lottes program hed oprindeligt Søndagsbio, men blev efter få år flyttet, og fik derfor titlen Fredagsbio.
I programmet medvirker dukkerne Anna og Lotte, der laver en masse sjov og ulykker samt ser film (heriblandt Thomas og Tim). Ud over Anna og Lotte optræder i de senere år af programmet også dukkerne Fie og hendes lillebror Bulder samt Benny.
Desuden medvirkede en gæstevært. I starten var denne gæstevært ikke en fast person og skiftede derimod med jævne mellemrum. Personen havde ofte et lille projekt kørende, ud over at skulle holde styr på Anna og Lotte: Jens Okking byggede en lille træbåd, Olaf Nielsen syede en besynderlig dukke (en kamelæon påstod han), og Hans Dal spillede guitar og skrev musik. Til sidst blev rollen dog permanent besat af Kirsten.
Serien blev sendt i mere end 25 år på DR, men ophørte i 2006.
I 2013 fik Lotte et comeback i udsendelsen byttebiksen på DR Ramasjang.

## Medvirkende
- Anna: Hanne Willumsen
- Lotte: Iben Wurbs
- Bulder: Lisbet Djernæs
- Fie: Gitte Melgaard
- Benny: Pytte Ravn
- Kirsten: Kirsten Cenius
- Manden med hunden i introen (stemme): Thorkild Demuth

## Eksterne links og noter
- "Anna og Lotte fylder 25 år", pressemeddelelse fra DR, 01.10.04
- b.dk – 01-10-2004 – Alle børnetimers moder
- Fyens.dk – 15-09-2004 Anna og Lotte fylder 25 år

| Fjernsyn | Spire Denne artikel om et tv-program er en spire som bør udbygges. Du er velkommen til at hjælpe Wikipedia ved at udvide den. |